# Lorne Greene

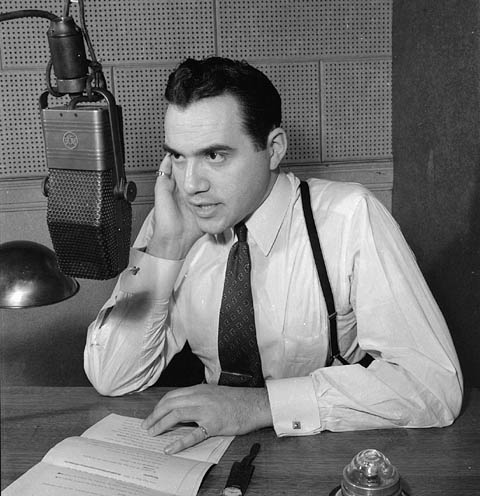
Lorne Greene, 1942

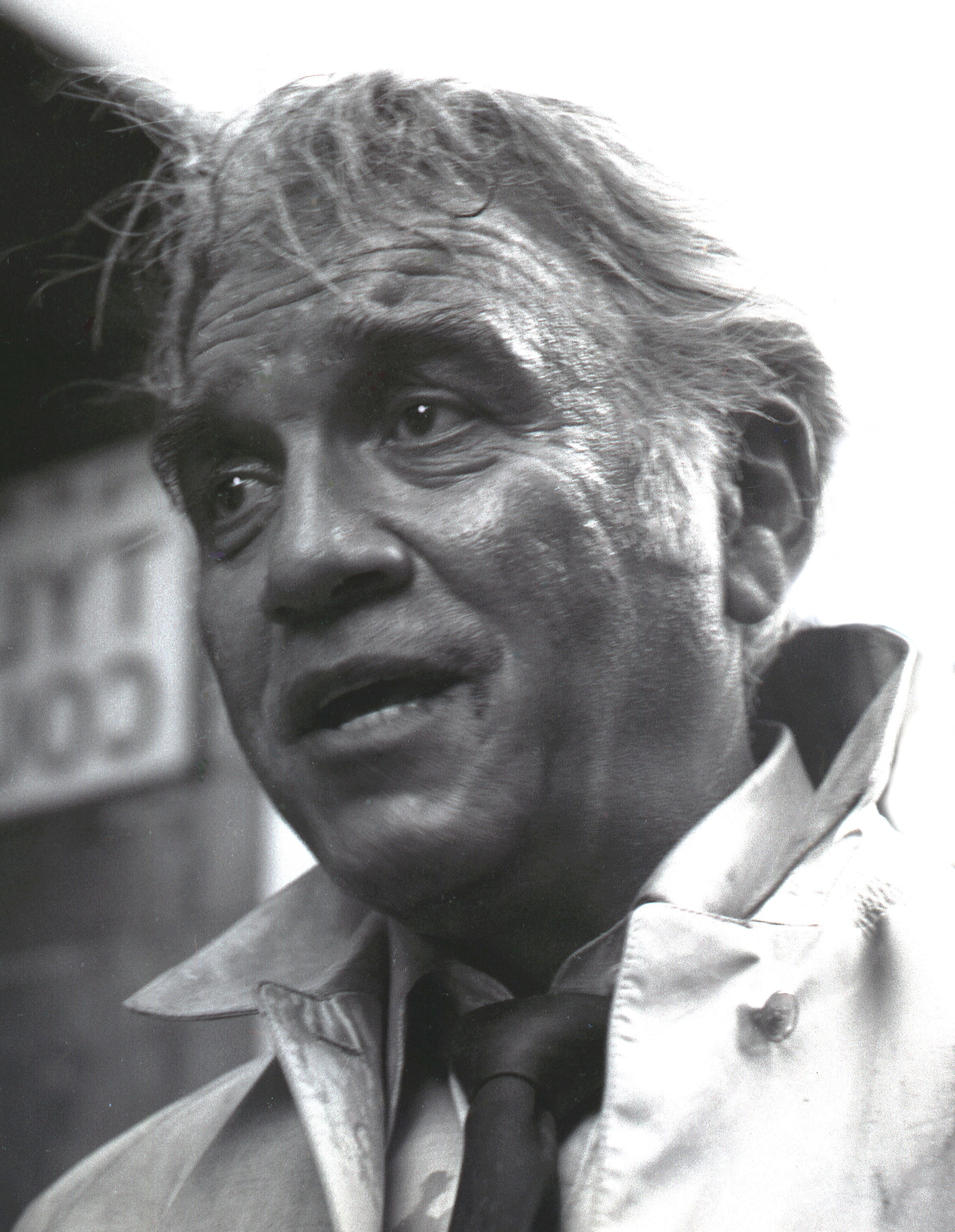
Lorne Greene, 1969

Lorne Greene (* 12. Februar 1915 in Ottawa als Lyon Himan Green; † 11. September 1987 in Santa Monica, Kalifornien, Vereinigte Staaten) war ein kanadischer Schauspieler. Weltweit bekannt wurde er in der Rolle des Ben Cartwright in der Fernsehserie Bonanza.

## Karriere
Greene, der von osteuropäisch-jüdischen Einwanderern abstammte, begann während des Studiums mit der Schauspielerei. Seine sonore Stimme verhalf ihm dazu, im staatlichen kanadischen Radio CBC („Canadian Broadcasting Corporation“) als Nachrichtensprecher zu arbeiten. Dort wurde er bald Chefsprecher und der populärste Nachrichtensprecher in Kanada. Während des Zweiten Weltkrieges wurde er „The Voice of Canada“ genannt. Bereits damals war er Sprecher bei Dokumentarfilmen, eine Tätigkeit, die ihn während seiner ganzen Karriere begleitete.
In den 1950er Jahren ging er in die USA, um in Hollywood Karriere als Filmschauspieler zu machen. Zunächst übernahm er kleinere Rollen in B-Movies, doch seine Chance bekam er mit einer Fernsehserie, die zu einer der erfolgreichsten in der Geschichte des US-Fernsehens wurde: 1959 erhielt er die Rolle des Ben Cartwright in der Fernsehserie Bonanza. Mit der Rolle des Vaters der Cartwright-Familie, die er bis zur Einstellung der Serie im Januar 1973 spielte, blieb Greene auf immer verbunden. Das Pferd, das er in der Serie ritt, kaufte er nach Abschluss der Dreharbeiten.
1964 wurde die LP Welcome to the Ponderosa veröffentlicht. Für das Album nahm Lorne Greene das Lied Ringo auf und erzielte damit einen internationalen Bestseller (USA Platz 1, UK Platz 22). 1965 folgte die LP The Man.
Selbst der große Erfolg mit Kampfstern Galactica als Serie (1978–1980) und als Spielfilm (1980) konnte nicht an den von Bonanza anknüpfen. Seine letzte Rolle in der Episode „Die Erscheinung“ innerhalb der Fernsehserie Ein Engel auf Erden führte ihn 1985 noch einmal mit seinem früheren Filmsohn aus Bonanza, Michael Landon, zusammen.
Mit seinem weißen Haar, seiner sonoren Stimme und der ruhigen, überlegenen Ausstrahlung war Greene auf die Darstellung moralisch unfehlbarer Autoritätsfiguren spezialisiert. Seine markante deutsche Synchronstimme war die des bekannten Film- und Bühnenschauspielers Friedrich Schütter.

## Privates
Greene war von 1938 bis 1960 mit Rita Hands verheiratet, aus der Ehe gingen zwei Kinder hervor. 1961 heiratete er Nancy Deale, mit der er ein weiteres Kind hatte.
Mit den Schauspielern Dan Blocker und Michael Landon, zwei seiner Söhne in Bonanza, war er eng befreundet.
Seine Tochter Linda Greene Bennett verfasste eine Biografie über ihn mit dem Titel My Father’s Voice: The Biography of Lorne Greene.

## Tod
Lorne Greene starb im September 1987 mit 72 Jahren nach einer Lungenentzündung an Herzversagen. Er wurde auf dem Hillside Memorial Park Cemetery in Culver City, Kalifornien beigesetzt. Auf seinem Grabstein ist auch sein Filmname verewigt. Die Grabinschrift lautet:
Lorne H. Greene
The world’s best loved father
Ben Cartwright
The great voice of Canada
Finally stilled, but silenced never
The dear voice of our loving
husband father and grandfather
will sing in our hearts
forever
1915–1987

## Filmografie (Auswahl)
- 1941: Churchill’s Island (Kurzfilm, als Sprecher)
- 1941: Warclouds in the Pacific (Kurzfilm, als Sprecher)
- 1954: Der silberne Kelch (The Silver Chalice)
- 1955: In die Enge getrieben (Tight Spot)
- 1955–1958: Sailor of Fortune (Fernsehserie, 26 Folgen)
- 1956: Herbststürme (Autumn Leaves)
- 1957: Glut unter der Asche (Peyton Place)
- 1957: Reif für den Galgen (The Hard Man)
- 1958: König der Freibeuter (The Buccaneer)
- 1959: Der Henker (The Hangman)
- 1959: Die Falle von Tula (The Trap)
- 1959–1973: Bonanza (Fernsehserie, 430 Folgen)
- 1968: A Way Out of the Wilderness (Kurzfilm, als Sprecher)
- 1970: The Gifts (Dokumentar-Kurzfilm, als Sprecher)
- 1973: Der Untergang Japans (Nippon chinbotsu)
- 1973–1975: Griff (Fernsehserie, 12 Folgen)
- 1974: Erdbeben (Earthquake)
- 1977: Roots (Fernsehserie, 3 Folgen)
- 1977: Todesflug (SST: Death Flight, Fernsehfilm)
- 1978–1980: Kampfstern Galactica (Battlestar Galactica, Fernsehserie, 31 Folgen)
- 1979–1982: Love Boat (The Love Boat, Fernsehserie, 3 Folgen)
- 1980: Vegas (Fernsehserie, Folge Gehirnwäsche auf Hawaii)
- 1980–1981: Code Red (Fernsehserie, 19 Folgen)
- 1982: Die nackte Pistole (Police Squad!, Fernsehserie, 1 Folge)
- 1985: Ein Engel auf Erden (Highway to Heaven, Fernsehserie, 1 Folge)
- 1987: Alamo – 13 Tage bis zum Sieg (Alamo, Fernsehfilm)